# Joseph-Alphonse Esménard
Joseph-Alphonse Esménard (Pélissanne, dicembre 1769 – Fondi, 25 giugno 1811) è stato un poeta e critico d'arte francese, fratello del giornalista Jean-Baptiste Esménard.
Prese parte alla seconda spedizione dominicana voluta da Napoleone Bonaparte.